# Futaleufú (řeka)
Futaleufú (španělsky Río Futaleufú) je řeka v provincii Chubut v Argentině a v regionu Los Lagos v Chile. Její tok měří 105 km.

## Průběh toku
Řeka odvodňuje většinu jezer v národním parku Los Alerces (světové přírodní dědictví UNESCO). Řeka je známá svou azurově modrou vodou z tajících ledovců, které zásobují řeku a také svými peřejemi. Protéká Andami z Argentiny do Chile a ústí do jezera Yelcho. Z jezera její vody odtékají řekou Yelcho do Tichého oceánu.

## Využití

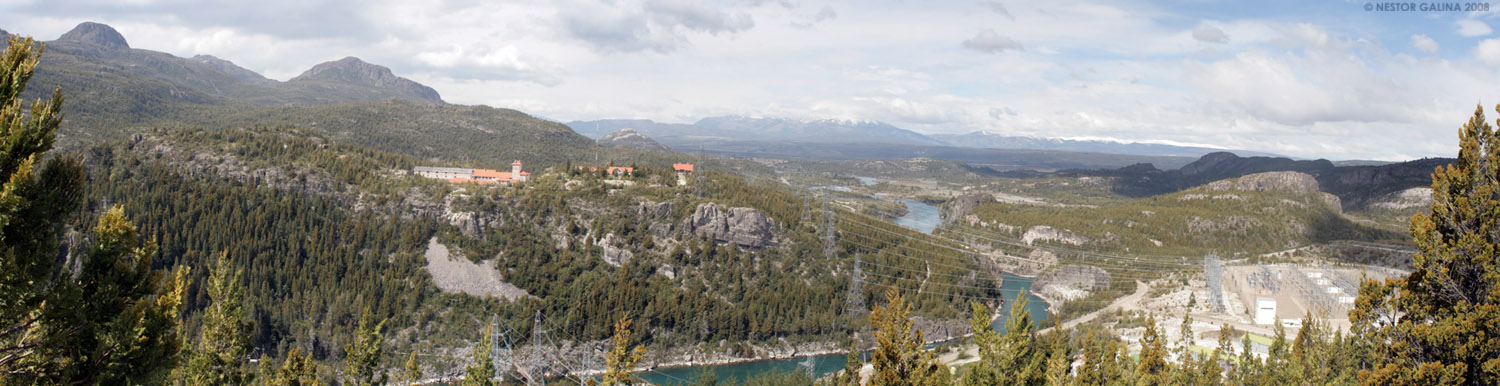
Pohled z hráze přehrady vybudované v roce 1976

V roce 1976 byla na řece vybudována přehradní nádrž Amutui Quimey se 120 metrů vysokou hrází a hydroelektrárnou.
Department Futaleufú v provincii Chubut v Argentině byl pojmenován podle této řeky. Město Futaleufú v Chile leží nedaleko od argentinské hranice a má asi 2000 obyvatel. Hlavní příjem obyvatel plyne z rybolovu, raftingu a turistiky.